# Andrónico
Andrónico es un nombre propio masculino de origen griego en su variante en español. Proviene del griego Ανδρόνικος, compuesto de ανδρος (andros) (hombre) y νικη (niké) (victoria), por lo que su significado es "hombre victorioso"; etimológicamente, equivale al nombre Nicandro.

## Santoral
11 de octubre: San Andrónico, mártir en Tarso de Cilicia (304).

## Variantes
- Femenino: Andrónica.

### Variantes en otros idiomas
| Variantes en otras lenguas | Variantes en otras lenguas |
| -------------------------- | -------------------------- |
| Español                    | Andrónico                  |
| Alemán                     | Andronicus                 |
| Búlgaro                    | Андроник (Andronik)        |
| Catalán                    | Andrònic                   |
| Danés                      | Andronicus                 |
| Esloveno                   | Andronik                   |
| Esperanto                  | Androniko                  |
| Euskera                    | Andornika                  |
| Finlandés                  | Andronicus                 |
| Francés                    | Andronic                   |
| Gallego                    | Andrónico                  |
| Griego                     | Ανδρόνικος (Andrónikos)    |
| Holandés                   | Andronicus                 |
| Inglés                     | Andronicus                 |
| Italiano                   | Andronico                  |
| Latín                      | Andronicus                 |
| Lituano                    | Andronikas                 |
| Noruego                    | Andronicus                 |
| Polaco                     | Andronik                   |
| Portugués                  | Andrónico                  |
| Ruso                       | Андроник (Andronik)        |
| Rumano                     | Аndronic                   |
| Serbio                     | Андроник (Andronik)        |
| Sueco                      | Andronicus                 |